# Hidráulica

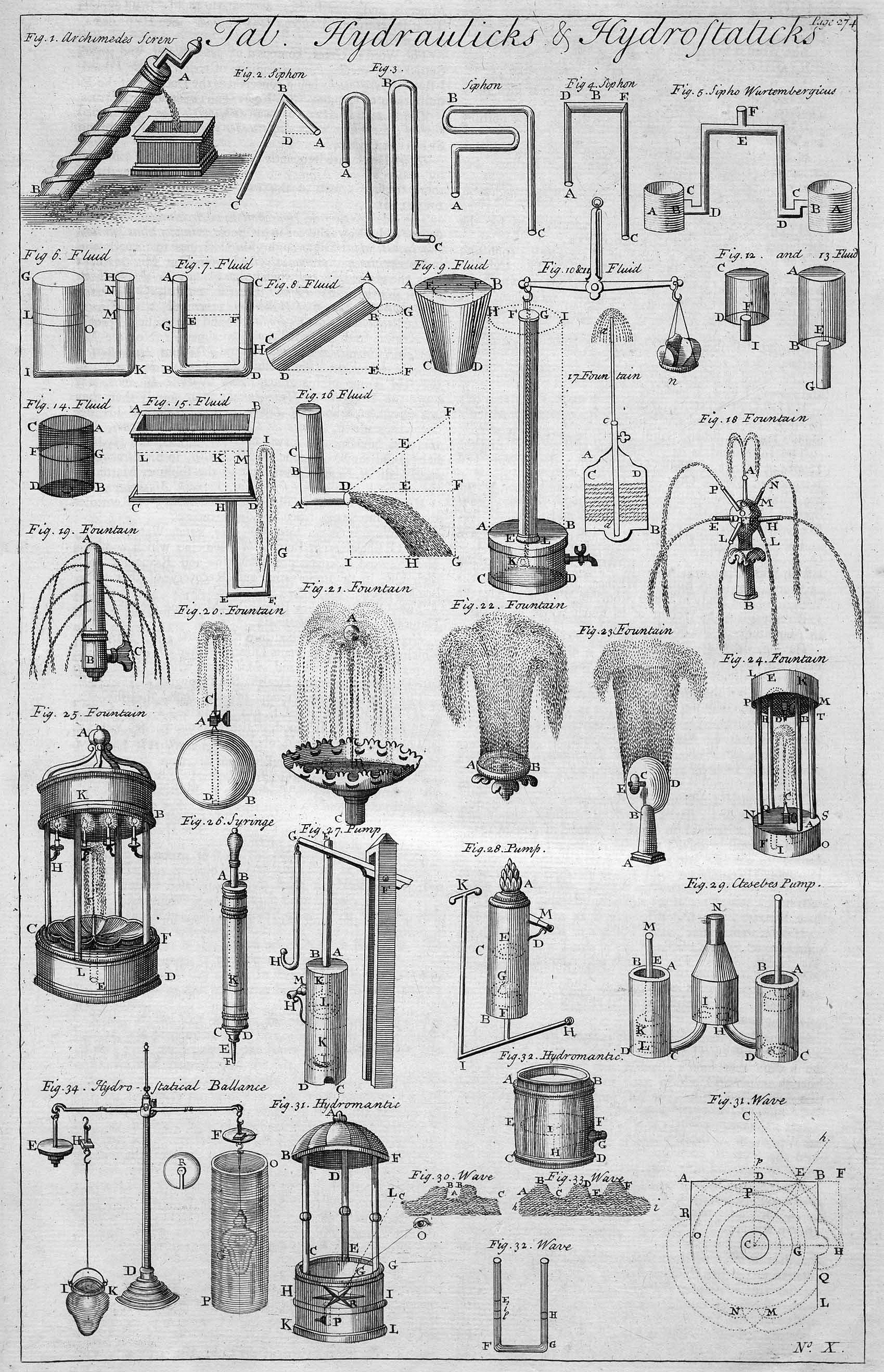
Hidráulica e hidrostática ilustrada.

La hidráulica es la rama de la física que estudia el comportamiento de los líquidos en función de sus propiedades específicas. Es decir, observa y analiza las propiedades mecánicas de los líquidos dependiendo de las fuerzas a las que son sometidas. Estos están sometidos a las fuerzas de gravedad que se ejercen al iniciar un proceso electromagnético ya que sus fluidos son flujos con fuerzas de electrones que atrae la fuerza de los núcleos

## Etimología
La palabra «hidráulica» proviene del griego ὑδϱαυλικός (hydraulikós) que, a su vez, viene de «tubo de agua», palabra compuesta por ὕδωϱ («agua») y αὐλός («tubo»).

## Historia

### Egipto y Grecia
Las civilizaciones más antiguas se desarrollaron a lo largo de los ríos más importantes de la Tierra. La experiencia y la intuición guiaron a estas comunidades en la solución de los problemas relacionados con las numerosas obras hidráulicas necesarias para la defensa ribereña, el drenaje de zonas pantanosas, el uso de los recursos hídricos, la navegación, entre otros problemas.
En las civilizaciones de la antigüedad, estos conocimientos se convirtieron en privilegio de una casta sacerdotal, no eran compartidos abiertamente. En el antiguo Egipto los sacerdotes se transmitían, de generación en generación, las observaciones y registros, mantenidos en secreto, respecto a las inundaciones del río, y estaban en condiciones, con base en estos, de hacer previsiones que podrían ser interpretadas fácilmente como revelaciones transmitidas por los dioses. Fue en Egipto donde nació la más antigua de las ciencias exactas, la geometría que, según el historiador griego Heródoto, surgió a raíz de exigencias catastrales relacionadas con las inundaciones del río Nilo.
Con los griegos la ciencia y la técnica pasan por un proceso de desacralización, a pesar de que algunas veces se relegan al terreno de la mitología.
Tales de Mileto, de padre griego y madre fenicia, atribuyó al agua el origen de todas las cosas. La teoría de Tales de Mileto, al igual que la teoría de los filósofos griegos subsecuentes del período jónico, encontrarían una sistematización de sus principios en la física de Aristóteles. Física que, como se sabe, está basada en los cuatro elementos naturales, sobre su ubicación, sobre el movimiento natural, es decir hacia sus respectivas esferas, diferenciado del movimiento violento. La física antigua se basa en el sentido común, es capaz de dar una descripción cualitativa de los principales fenómenos, pero es absolutamente inadecuada para la descripción cuantitativa de los mismos.
Las primeras bases del conocimiento científico cuantitativo se establecieron en el siglo III a. C. en los territorios en los que fue dividido el imperio de Alejandro Magno, y fue Alejandría el epicentro del saber científico. Euclides recogió, en los Elementos, el conocimiento precedente acerca de la geometría. Se trata de una obra única en la que, a partir de pocas definiciones y axiomas, se deducen una infinidad de teoremas. Los Elementos de Euclides constituirán, por más de dos mil años, un modelo de ciencia deductiva de un insuperable rigor lógico. Arquímedes de Siracusa estuvo en contacto epistolar con los científicos de Alejandría.
Arquímedes realizó una gran cantidad de descubrimientos excepcionales. Uno de ellos empezó cuando Hierón II reinaba en Siracusa. Quiso ofrecer a un santuario una corona de oro, en agradecimiento por los éxitos alcanzados. Contrató a un artista con el que pactó el precio de la obra y además le entregó la cantidad de oro requerida para la obra. La corona terminada fue entregada al rey, con la plena satisfacción de este, y el peso también coincidía con el peso de oro entregado. Un tiempo después, sin embargo, Hierón II tuvo motivos para desconfiar de que el artista lo había engañado sustituyendo una parte del oro con plomo, manteniendo el mismo peso. Indignado por el engaño, pero no encontrando la forma de demostrarlo, solicitó a Arquímedes que estudiara la cuestión. Absorto por la solución de este problema, Arquímedes observó un día, mientras tomaba un baño en una tina, que cuando él se sumergía en el agua, ésta se derramaba hacia el suelo. Esta observación le dio la solución del problema. Saltó fuera de la tina y, emocionado, corrió desnudo a su casa, gritando: “Eureka! Eureka!” (que, en griego, significa: "¡Lo encontré, lo encontré!").
Arquímedes fue el fundador de la hidrostática, y también el precursor del cálculo diferencial: recuérdese su célebre demostración del volumen de la esfera, y en conjunto con los científicos de Alejandría no desdeñó las aplicaciones a la ingeniería de los descubrimientos científicos, tentando disminuir la brecha entre ciencia y tecnología, típica de la sociedad de la antigüedad clásica, sociedad que, como es bien sabido, estaba basada en la esclavitud.
En el campo de la hidráulica él fue el inventor de la espiral sin fin, la que, al hacerla girar al interior de un cilindro, es usada aún hoy para elevar líquidos.

## Lugares en donde se desarrolló
La primera central hidroeléctrica moderna se construyó en 1880 en Northumberland, Gran Bretaña. El renacimiento de la energía hidráulica se produjo por el desarrollo del generador eléctrico, seguido del perfeccionamiento de la turbina hidráulica y debido al aumento de la demanda de electricidad a principios del siglo XX. En 1920 las centrales hidroeléctricas generaban ya una parte importante de la producción total de electricidad. En todo el mundo, este tipo de energía representa aproximadamente la cuarta parte de la producción total de electricidad, y su importancia sigue en aumento. Los países en los que constituye fuente de electricidad más importante son Noruega (99 %), Zaire (97 %) y Paraguay (96 %). La central de Itaipú, en el río Paraná, está situada entre Brasil y Paraguay, se inauguró en 1982 y tiene la mayor capacidad generadora del mundo. Como referencia, la presa Grand Coulee, en Estados Unidos, genera unos 6500 MW y es una de las más grandes.
En algunos países se han instalado centrales pequeñas, con capacidad para generar entre un kilovatio y un megavatio. En muchas regiones de China, por ejemplo, estas pequeñas presas son la principal fuente de electricidad. Otras naciones en vías de desarrollo están utilizando este sistema con buenos resultados.   

### Antigua Roma
Los antiguos romanos, que difundieron en todo el Mediterráneo su propio modelo de vida urbana, basaron el bienestar y el buen vivir especialmente en la disponibilidad de abundante cantidad de agua. Se considera que los acueductos suministraban más de un millón de m³ de agua al día a la Roma Imperial, la mayor parte distribuida a viviendas privadas por medio de tubos de plomo. Llegaban a Roma por lo menos una docena de acueductos unidos a una vasta red subterránea.

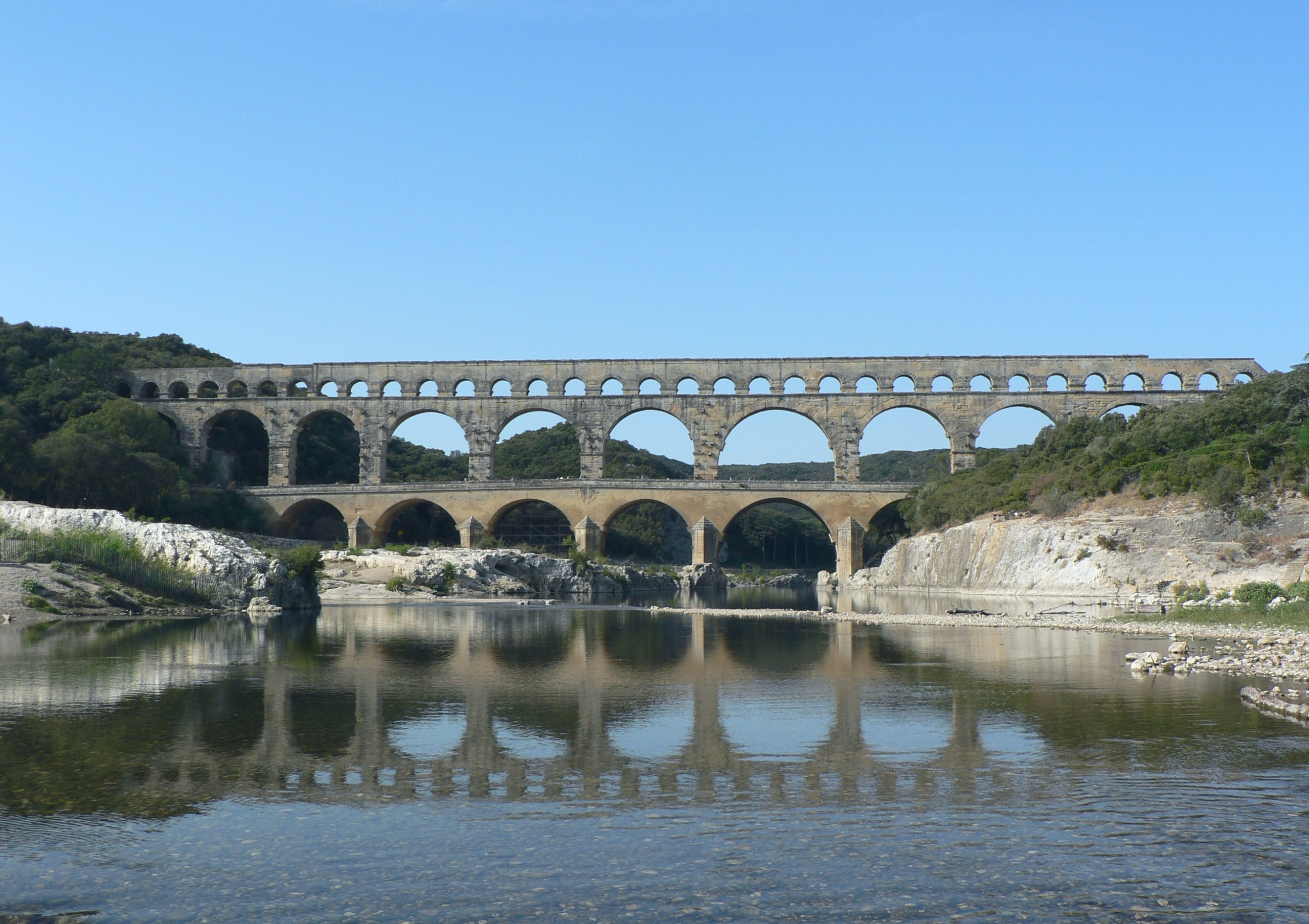
Pont du Gard a Nîmes.

Para construir el acueducto Claudio se requirieron, por 14 años consecutivos, más de 40 mil carros de tufo por año.
En las provincias romanas los acueductos atravesaron con frecuencia profundos valles, como en Nîmes, donde el Pont du Gard de 175 m de longitud tiene una altura máxima de 49 m, y en Segovia, en España, donde el puente-acueducto de 805 m de longitud todavía funciona.
Los romanos excavaron también canales para mejorar el drenaje de los ríos en toda Europa y, menos frecuentemente para la navegación, como es el caso del canal Rin-Mosa de 37 km de longitud. Pero sin duda en este campo la obra prima de la ingeniería del Imperio romano es el drenaje del lago Fucino, a través de una galería de 5,5 km por debajo de la montaña. Esta galería solo fue superada en el 1870 con la galería ferroviaria del Moncenisio. El “Portus Romanus, completamente artificial, se construyó después del de Ostia, en el tiempo de los primeros emperadores romanos. Su bahía interna, hexagonal, tenía una profundidad de 4 a 5 m, un ancho de 800 m, muelle de ladrillo y mortero, y un fondo de bloques de piedra para facilitar su dragado.

### La generación de energía

Serrería romana de Hierápolis. Del de la Era Cristiana, es la muestra más antigua del mecanismo biela-manivela.

La principal fuente de energía de la antigüedad fue el llamado “molino” griego, constituido por un eje de madera vertical, en cuya parte inferior había una serie de paletas sumergidas en el agua. Este tipo de molino fue usado principalmente para moler los granos, el eje pasaba a través de la máquina inferior y hacía girar la máquina superior, a la cual estaba unido. Molinos de este tipo requerían una corriente veloz, y seguramente se originaron en las regiones colinares del Medio Oriente, a pesar de que Plinio el Viejo atribuye la creación de los molinos de agua para moler granos al norte de Italia. Estos molinos generalmente eran pequeños y más bien lentos, la piedra de moler giraba a la misma velocidad que la rueda, tenían por lo tanto una pequeña capacidad de molienda, y su uso era puramente local. Sin embargo pueden ser considerados los precursores de la rueda hidráulica, y su uso se extendió por más de tres mil años.
El tipo de molino hidráulico con eje horizontal y rueda vertical se comenzó a construir en el siglo I a. C. por el ingeniero militar Marco Vitruvio Polión. Su inspiración puede haber sido la rueda persa o “saqíya”, un dispositivo para elevar el agua, que estaba formado por una serie de recipientes dispuestos en la circunferencia de la rueda que se hace girar con fuerza humana o animal. Esta rueda fue usada en Egipto (Siglo IV a. C.). La rueda hidráulica vitruviana, o rueda de tazas, es básicamente una rueda que funciona en el sentido contrario. Diseñada para moler grano, las ruedas estaban conectadas a la máquina móvil por medio de engranajes de madera que daban una reducción de aproximadamente 5:1. Los primeros molinos de este tipo eran del tipo en los que el agua pasa por debajo.
Más tarde se observó que una rueda alimentada desde arriba era más eficiente, al aprovechar también la diferencia de peso entre las tazas llenas y las vacías. Este tipo de rueda, significativamente más eficiente requieren una instalación adicional considerable para asegurar el suministro de agua: generalmente se represaba un curso de agua, de manera a formar un embalse, desde el cual un canal llevaba un flujo regularizado de agua a la rueda.
Este tipo de molino fue una fuente de energía mayor a la que se disponía anteriormente, y no solo revolucionó la molienda de granos, sino que abrió el camino a la mecanización de muchas otras operaciones industriales. Un molino de la época romana del tipo alimentado por debajo, en Venafro, con una rueda de 2 m de diámetro podía moler aproximadamente 180 kg de granos en una hora, lo que corresponde aproximadamente a 3 caballos vapor, en comparación, un molino movido por un asno, o por dos hombres podía apenas moler 4,5 kg de grano por hora. 
Desde el siglo IV d. C. en el Imperio romano se instalaron molinos de notables dimensiones. En Barbegal, en las proximidades de Arlés, en el 310, se usaron para moler granos 16 ruedas alimentadas desde arriba, que tenían un diámetro de hasta 2,7 m cada una. Cada una de ellas accionaba, mediante engranajes de madera dos máquinas: La capacidad llegaba a tres toneladas por hora, suficientes para abastecer la demanda de una población de 80 mil habitantes, la población de Arlés en aquella época no sobrepasaba las 10 mil personas, es por lo tanto claro que abastecía a una vasta zona.
El molino de Vitruvio no se extendió en el Imperio romano hasta el tercero o cuarto siglo, quizá por la disponibilidad de esclavos. Se atribuye al emperador Vespasiano (69 – 79 d. C.) la oposición al uso de la energía hidráulica porque esta habría provocado la desocupación.[cita requerida]

### La rueda hidráulica

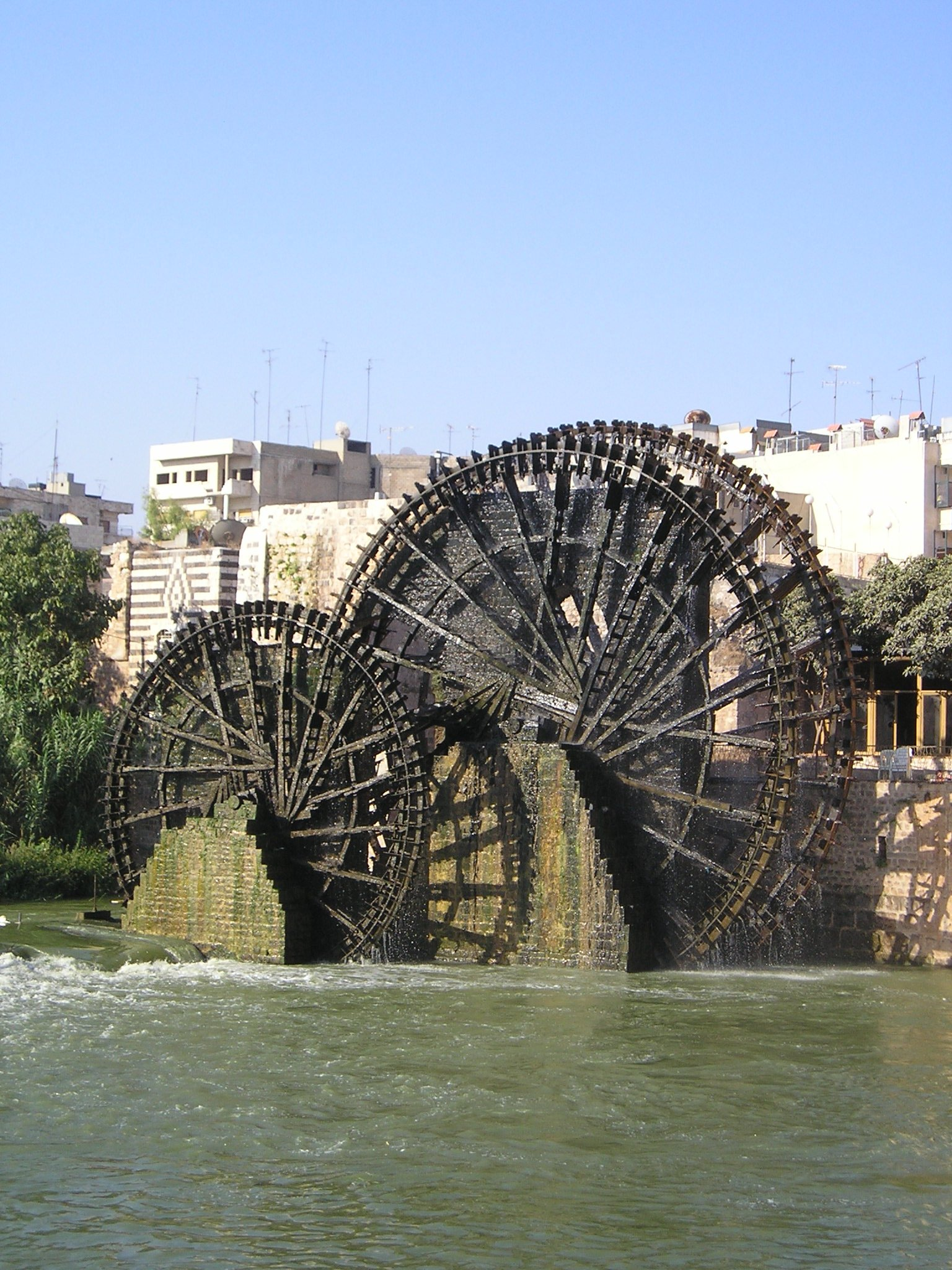
Ruedas de agua en Hama - Siria.

En la Edad Media, la rueda hidráulica fue ampliamente utilizada en Europa para una gran variedad de usos industriales El Domesday Book, el catastro inglés elaborado en el 1086, por ejemplo reporta 5624 molinos de agua, todos del tipo vitruviano. Estos molinos fueron usados para accionar aserraderos, molinos de cereales y para minerales, molinos con martillos para trabajar el metal o para batanes, para accionar fuelles de fundiciones y para una variedad de otras aplicaciones. De este modo tuvieron también un papel importante en la redistribución territorial de la actividad industrial.
Más de dos docenas de ruedas hidráulicas construidas por los españoles en Larmahue están todavía en uso para abastecer canales de riego agrícolas, y constituyen el mayor grupo de molinos de agua todavía en uso en todo el mundo. Las ruedas hidráulicas, que operan a lo largo de un tramo de cuatro km de un canal de riego de posible origen prehispánico, dan testimonio de la contribución colonial española a la agricultura en la región. 
Una rueda hidráulica similar en diseño a los de Larmahue se ha reconstruido cerca de Córdoba, España, y se han encontrado evidencias de varios molinos de agua que datan de la Edad Media en las proximidades de Toledo, también en España.
Las ruedas hidráulicas están en vías de desaparecer, muchas son sustituidas por bombas mecánicas o simplemente por negligencia se van deteriorando y desaparecen. En 1988, se censaron unas 80  en Chile, de las cuales  a la fecha (2016) sólo sobreviven aproximadamente dos docenas en uso.
Otra forma de energía desarrollada en la Edad Media fue el molino de viento. Desarrollado originalmente en Persia en el siglo VII, parece que tuvo su origen en las antiguas ruedas de oraciones accionadas por el viento utilizadas en Asia central. Otra hipótesis plausible pero no demostrada, es la de que el molino de viento se derivaría de las velas de los navíos. Durante el siglo X estos molinos eólicos fueron ampliamente utilizados en Persia, para bombear agua. Los molinos persas estaban constituidos por edificios de dos pisos, en el piso inferior se encontraba una rueda horizontal accionada por 10 a 12 alas adaptadas para captar el viento, conectadas a un eje vertical que transmitía el movimiento a la máquina situada en el piso superior, con una disposición que recuerda los molinos de agua griegos. Los molinos de viento de ejes horizontales se desarrollaron en Europa del norte alrededor del siglo XIII.

### La hidráulica en los países árabes
En la Edad Media el islam contribuyó en forma importante al desarrollo de la hidráulica. En el área geográfica donde se ubica el primer desarrollo de la civilización islámica se realizaron importantes obras hidráulicas, como por ejemplo canales para la distribución de agua, con un uso frecuente de sifones, casi desconocidos anteriormente, pero lo que tiene más significado, el islam aseguró la continuidad del conocimiento con las civilizaciones antiguas, particularmente con la alejandrina.
Cuando en el Renacimiento se redescubrió la civilización clásica y su ciencia, en realidad se disponía de técnicas mucho más evolucionadas que en la antigüedad y de instrumentos matemáticos mucho más versátiles, como la numeración árabe y el álgebra, también de origen árabe.
Entre los numerosos “arquitectos” que actuaban en el Renacimiento, el más significativo fue Leonardo Da Vinci (1452-1519). A Leonardo se debe la primera versión de la conservación de la masa en un curso de agua, en el cual el producto entre la velocidad media del agua en una sección y el área de la misma sección es constante, mientras que, siempre Leonardo observa, la velocidad del agua es máxima en el centro del río y mínima sobre los bordes. En tiempos recientes se ha reconducido el estudio de la turbulencia al de los sistemas dinámicos que conducen al caos. Actualmente la verdadera naturaleza del movimiento turbulento no está del todo clara, y el enfoque probabilístico parecería no ser el simple reflejo de nuestra ignorancia, sino que reflejaría la esencia misma del fenómeno, como en otras ramas de la física.
Se puede concluir que “es más fácil estudiar el movimiento de cuerpos celestes infinitamente lejanos que el de un arroyito que corre a nuestros pies” (Galileo Galilei): “Discurso sobre dos ciencias nuevas”

## Ciencias de la tierra relacionadas con la hidráulica
Se relacionan íntimamente con la hidráulica las siguientes ramas de la ciencias de la tierra:
- Mecánica de fluidos.mecánica de medios continuos que describe el movimiento de fluidos (gases y líquidos), sin tener en cuenta las causas que lo provocan (cinemática) o teniéndolas en cuenta (dinámica);
- Hidrología, que analiza el comportamiento del agua en la naturaleza, en las diversas fases del ciclo hidrológico;
- Hidrogeología, que se ocupa de las aguas subterráneas;
- Hidrografía, que se ocupa de la descripción y estudio sistemático de los diferentes cuerpos de agua planetarios;
- Oceanografía, que estudia todos los procesos físicos, químicos y biológicos que se dan en el mar y en los océanos.

## Producción de energía
El funcionamiento básico consiste en aprovechar la energía cinética del agua almacenada, de modo que accione las turbinas hidráulicas. 
Para aprovechar mejor el agua llevada por los ríos, se construyen presas para regular el caudal en función de la época del año. La presa sirve también para aumentar el salto y así mejorar su aprovechamiento.

### Ventajas sobre otras fuentes de energía
- Disponibilidad: El ciclo del agua lo convierte en un recurso inagotable.
- Energía limpia: No emite gases "invernadero", ni provoca lluvia ácida, ni produce emisiones tóxicas.
- Energía barata: Sus costes de explotación son bajos, y su mejora tecnológica hace que se aproveche de manera eficiente los recursos hidráulicos disponibles.
- Trabaja a temperatura ambiente: No son necesarios sistemas de refrigeración o calderas, que consumen energía y, en muchos casos, contaminan.
- El almacenamiento de agua permite el suministro para regadíos o la realización de actividades de recreo.
- La regulación del caudal controla el riesgo de inundaciones y desates de agua.

### Inconvenientes
- Su construcción y accionamiento  en marcha requiere inversiones importantes. y los emplazamientos en donde se pueden construir centrales hidroeléctricas en buenas condiciones económicas son limitados.
- Las presas se convierten en obstáculos insalvables para especies como los salmones, que tienen que remontar los ríos para desovar. Por su parte, los embalses afectan a los cauces, provocan erosión, e inciden en general sobre el ecosistema del lugar.
- Empobrecimiento del agua: El agua embalsada no tiene las condiciones de salinidad, gases disueltos, temperatura, nutrientes, y demás propiedades del agua que fluye por el río. Los sedimentos se acumulan en el embalse, por lo que el resto del río hasta la desembocadura acaba empobreciéndose de nutrientes. Asimismo, puede dejar sin caudal mínimo el tramo final de los ríos, especialmente en épocas de sequía.
- Los emplazamientos hidráulicos suelen estar lejos de las grandes poblaciones, por lo que es necesario transportar la energía eléctrica producida a través de costosas redes.